# 1021 w polityce

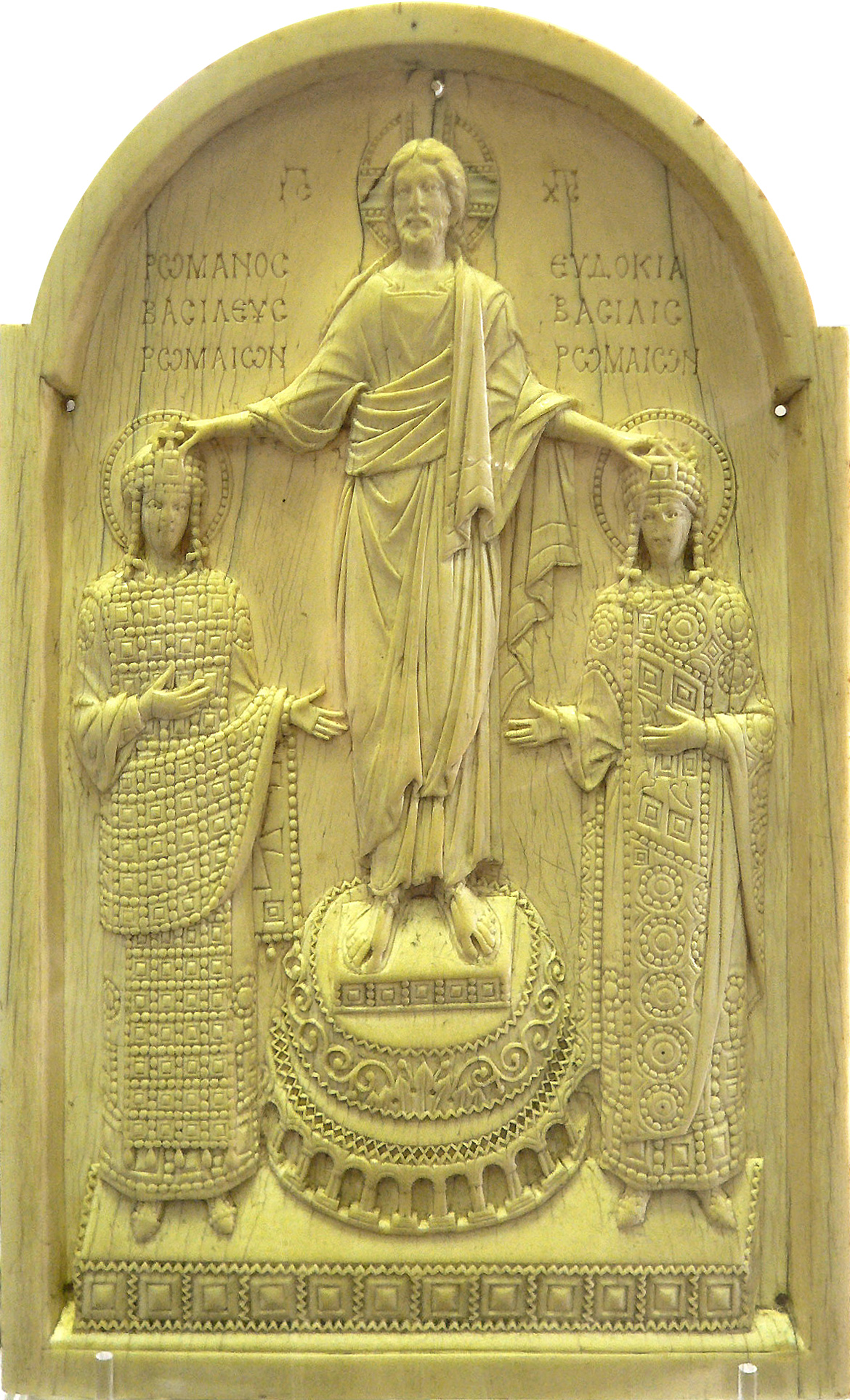
Eudoksja i Romanos symbolicznie koronowani przez Chrystusa

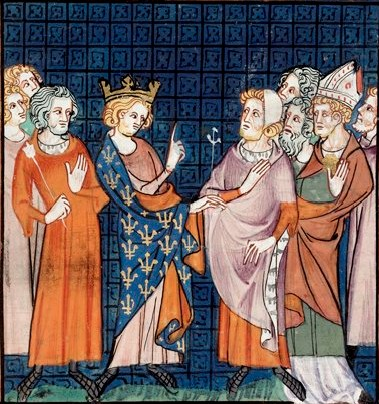
Arnulf, arcybiskup Reims, na synodzie w 991

Wydarzenia polityczne w 1021 roku.

## Urodzili się
- Eudoksja Makrembolitissa, cesarzowa bizantyjska[1].

## Zmarli
- (lub 1023) Arnulf, arcybiskup Reims[2][3].